# Wind in de wilgen

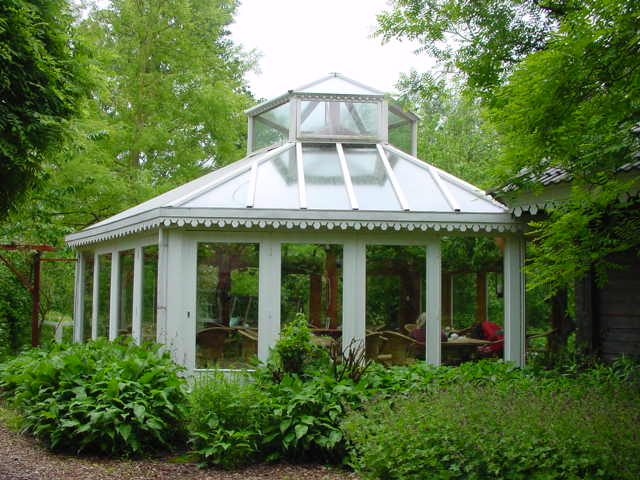
Serre in de theetuin van Wind in de Wilgen

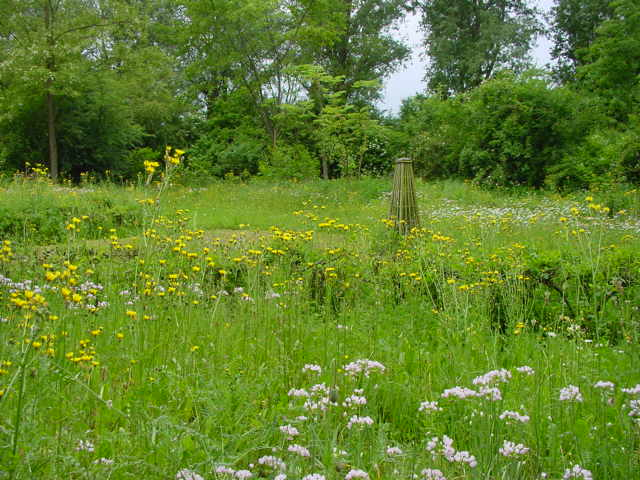
Heemtuin van Wind in de Wilgen

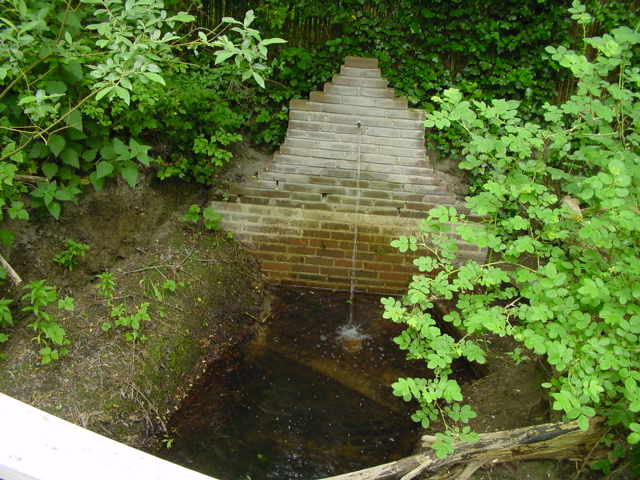
Waterpartij met fontein in de heemtuin van Wind in de Wilgen

Wind in de wilgen is een koffie- en theeschenkerij met een heemtuin in Lelystad. De naam is ontleend aan het jeugdboek De wind in de wilgen van Kenneth Grahame.

## Ligging en voorzieningen
De tuin is gevestigd aan de Bronsweg 25 in Lelystad, op 100 meter van een bosgebied. Voor de ontvangst van gasten is er een houten theehuis met een serre. De zeskantige serre doet ook dienst als broeikas: er groeien druiven en abrikozen in. Bij het theehuis liggen een terras en een boomgaard. Achter het gebouw ligt de heemtuin. Het deel van de tuin dat dicht bij de gebouwen ligt is het meest gecultiveerd, het achterste deel heeft meer een boskarakter. Het is de enige theetuin in het zuidelijk deel van Flevoland.

## Bezienswaardigheden
De poort van het perceel is vormgegeven met een spinnenweb-motief. De tuin is een landschappelijke heemtuin van 1,1 hectare met veel inheemse wilde planten. In de tuin zijn diverse fonteinen en waterpartijen. Er is een uitzichtspunt op een 9 meter hoge kunstmatige heuvel.

## Commerciële aspecten
Voor de toegang tot de heemtuin wordt entree geheven. Er worden streekproducten verkocht.